# ATP Challenger Tour 2018
Navigation
Saison 2017 Saison 2019
La saison 2018 de l'ATP Challenger Tour, circuit secondaire du tennis masculin professionnel organisé par l'ATP, comprend 159 tournois répartis en cinq catégories en fonction de leur dotation qui varie de 50 000 à 150 000 $ ou de 43 000 à 127 000 €.

## Répartition des tournois

### Par pays hôte
Trente huit pays ont accueilli au moins un tournoi Challenger cette saison. Voici la liste et le nombre de tournois organisés par pays :
| - États-Unis : 23 - Italie : 20 - France : 15 - Chine : 12 - Allemagne : 8 - Mexique : 7 - Australie : 6 - Canada : 6 - Espagne : 6 | - Royaume-Uni : 5 - Corée du Sud : 4 - Kazakhstan : 4 - Ouzbékistan : 4 - République tchèque : 4 - Inde : 3 - Japon : 3 - Pologne : 3 | - Portugal : 2 - Slovaquie : 2 - Taïwan : 2 - Thaïlande : 2 - Uruguay : 2 - Argentine : 1 - Bosnie-Herzégovine : 1 - Brésil : 1 - Chili : 1 - Équateur : 1 | - Finlande : 1 - Hongrie : 1 - Panama : 1 - Pays-Bas : 1 - Pérou : 1 - République dominicaine : 1 - Roumanie : 1 - Slovénie : 1 - Suède : 1 - Tunisie : 1 - Turquie : 1 |

### Par surface de jeu
| Surface de jeu     | Dur (ext.) | Dur (int.) | Terre battue (ext.) | Terre battue (int.) | Gazon (ext.) | Moquette (int.) |
| Nombre de tournois | 62         | 25         | 62                  | 2                   | 3            | 5               |

### Par catégorie
Les tournois sont répartis en cinq catégories en fonction de leur dotation et des points ATP qu'ils distribuent.
| Catégorie du tournoi | Nombre |
| -------------------- | ------ |
| ATP Challenger 125   | 20     |
| ATP Challenger 110   | 8      |
| ATP Challenger 100   | 10     |
| ATP Challenger 90    | 35     |
| ATP Challenger 80    | 86     |

## Palmarès

### Janvier
| Date        | Tournoi                                                                              | Vainqueurs                                | Finalistes                                | Score             |
| ----------- | ------------------------------------------------------------------------------------ | ----------------------------------------- | ----------------------------------------- | ----------------- |
| 1er janvier | Internationaux BNP Paribas de Nouvelle-Calédonie Nouméa 75 000 $ +H – Dur – Tableaux | Noah Rubin                                | Taylor Fritz                              | 7-5, 6-4          |
| 1er janvier | Internationaux BNP Paribas de Nouvelle-Calédonie Nouméa 75 000 $ +H – Dur – Tableaux | Hugo Nys Tim Pütz                         | Alejandro González Jaume Munar            | 6-2, 6-2          |
| 1er janvier | City of Playford Tennis International Playford 75 000 $ – Dur – Tableaux             | Jason Kubler                              | Brayden Schnur                            | 6-4, 6-2          |
| 1er janvier | City of Playford Tennis International Playford 75 000 $ – Dur – Tableaux             | Mackenzie McDonald Tommy Paul             | Maverick Banes Jason Kubler               | 7-64, 6-4         |
| 1er janvier | KPN Academy-Usierra Bangkok Open I Bangkok 50 000 $ +H – Dur – Tableaux              | Marcel Granollers                         | Mats Moraing                              | 4-6, 6-3, 7-5     |
| 1er janvier | KPN Academy-Usierra Bangkok Open I Bangkok 50 000 $ +H – Dur – Tableaux              | Gerard Granollers Marcel Granollers       | Zdeněk Kolář Gonçalo Oliveira             | 6-3, 7-66         |
| 8 janvier   | East Hotel Canberra Challenger Canberra 75 000 $ – Dur – Tableaux                    | Andreas Seppi                             | Márton Fucsovics                          | 5-7, 6-4, 6-3     |
| 8 janvier   | East Hotel Canberra Challenger Canberra 75 000 $ – Dur – Tableaux                    | Jonathan Erlich Divij Sharan              | Hans Podlipnik-Castillo Andrei Vasilevski | 7-61, 6-2         |
| 8 janvier   | KPN Academy-Usierra Bangkok Open II Bangkok 50 000 $ +H – Dur – Tableaux             | Marcel Granollers                         | Enrique López-Pérez                       | 4-6, 6-2, 6-0     |
| 8 janvier   | KPN Academy-Usierra Bangkok Open II Bangkok 50 000 $ +H – Dur – Tableaux             | James Cerretani Joe Salisbury             | Enrique López-Pérez Pedro Martínez        | 65-7, 6-3, [10-8] |
| 15 janvier  | Koblenz Open Coblence 43 000 € +H – Dur (int.) – Tableaux                            | Mats Moraing                              | Kenny de Schepper                         | 6-2, 6-1          |
| 15 janvier  | Koblenz Open Coblence 43 000 € +H – Dur (int.) – Tableaux                            | Romain Arneodo Tristan-Samuel Weissborn   | Sander Arends Antonio Šančić              | 64-7, 7-5, [10-6] |
| 22 janvier  | Oracle Challenger Series Newport Beach 150 000 $ +H – Dur – Tableaux                 | Taylor Fritz                              | Bradley Klahn                             | 3-6, 7-5, 6-0     |
| 22 janvier  | Oracle Challenger Series Newport Beach 150 000 $ +H – Dur – Tableaux                 | James Cerretani Leander Paes              | Treat Conrad Huey Denis Kudla             | 6-4, 7-5          |
| 22 janvier  | Open de Rennes Rennes 64 000 € +H – Dur (int.) – Tableaux                            | Vasek Pospisil                            | Ričardas Berankis                         | 6-1, 6-2          |
| 22 janvier  | Open de Rennes Rennes 64 000 € +H – Dur (int.) – Tableaux                            | Sander Gillé Joran Vliegen                | Sander Arends Antonio Šančić              | 6-3, 61-7, [10-7] |
| 29 janvier  | RBC Tennis Championships of Dallas Dallas 125 000 $ – Dur (int.) – Tableaux          | Kei Nishikori                             | Mackenzie McDonald                        | 6-1, 6-4          |
| 29 janvier  | RBC Tennis Championships of Dallas Dallas 125 000 $ – Dur (int.) – Tableaux          | Jeevan Nedunchezhiyan Christopher Rungkat | Leander Paes Joe Salisbury                | 6-4, 3-6, [10-7]  |
| 29 janvier  | Caterpillar Burnie International Burnie 75 000 $ – Dur – Tableaux                    | Stéphane Robert                           | Daniel Altmaier                           | 6-1, 6-2          |
| 29 janvier  | Caterpillar Burnie International Burnie 75 000 $ – Dur – Tableaux                    | Gerard Granollers Marcel Granollers       | Evan King Max Schnur                      | 7-68, 6-2         |
| 29 janvier  | Open de Quimper Bretagne Occidentale Quimper 43 000 € +H – Dur (int.) – Tableaux     | Quentin Halys                             | Alexey Vatutin                            | 6-3, 7-61         |
| 29 janvier  | Open de Quimper Bretagne Occidentale Quimper 43 000 € +H – Dur (int.) – Tableaux     | Ken Skupski Neal Skupski                  | Sander Gillé Joran Vliegen                | 6-3, 3-6, [10-7]  |

### Février
| Date       | Tournoi                                                                                | Vainqueurs                              | Finalistes                            | Score             |
| ---------- | -------------------------------------------------------------------------------------- | --------------------------------------- | ------------------------------------- | ----------------- |
| 5 février  | Kunal Patel San Francisco Open San Francisco 100 000 $ – Dur (int.) – Tableaux         | Jason Jung                              | Dominik Köpfer                        | 6-4, 2-6, 7-65    |
| 5 février  | Kunal Patel San Francisco Open San Francisco 100 000 $ – Dur (int.) – Tableaux         | Marcelo Arévalo Roberto Maytín          | Luke Bambridge Joe Salisbury          | 6-3, 65-7, [10-7] |
| 5 février  | Smart Fibre Launceston International Launceston 75 000 $ – Dur – Tableaux              | Marc Polmans                            | Bradley Mousley                       | 6-2, 6-2          |
| 5 février  | Smart Fibre Launceston International Launceston 75 000 $ – Dur – Tableaux              | Alex Bolt Bradley Mousley               | Sekou Bangoura Nathan Pasha           | 7-66, 6-0         |
| 5 février  | Hungarian Challenger Open Budapest 64 000 € – Dur (int.) – Tableaux                    | Vasek Pospisil                          | Nicola Kuhn                           | 7-63, 3-6, 6-3    |
| 5 février  | Hungarian Challenger Open Budapest 64 000 € – Dur (int.) – Tableaux                    | Félix Auger-Aliassime Nicola Kuhn       | Marin Draganja Tomislav Draganja      | 2-6, 6-2, [11-9]  |
| 12 février | Challenger Cherbourg-La Manche Cherbourg 43 000 € +H – Dur (int.) – Tableaux           | Maximilian Marterer                     | Constant Lestienne                    | 6-4, 7-5          |
| 12 février | Challenger Cherbourg-La Manche Cherbourg 43 000 € +H – Dur (int.) – Tableaux           | Romain Arneodo Tristan-Samuel Weissborn | Antonio Šančić Ken Skupski            | 6-3, 1-6, [10-4]  |
| 12 février | Chennai Open Chennai 50 000 $ +H – Dur – Tableaux                                      | Jordan Thompson                         | Yuki Bhambri                          | 7-5, 3-6, 7-5     |
| 12 février | Chennai Open Chennai 50 000 $ +H – Dur – Tableaux                                      | Sriram Balaji Vishnu Vardhan            | Cem İlkel Danilo Petrović             | 7-65, 5-7, [10-5] |
| 19 février | Trofeo Perrel - FAIP Bergame 64 000 € +H – Dur (int.) – Tableaux                       | Matteo Berrettini                       | Stefano Napolitano                    | 6-2, 3-6, 6-2     |
| 19 février | Trofeo Perrel - FAIP Bergame 64 000 € +H – Dur (int.) – Tableaux                       | Scott Clayton Jonny O'Mara              | Laurynas Grigelis Alessandro Motti    | 5-7, 6-3, [15-13] |
| 19 février | Shimadzu All Japan Indoor Championships Kyoto 50 000 $ +H – Moquette (int.) – Tableaux | John Millman                            | Jordan Thompson                       | 7-5, 6-1          |
| 19 février | Shimadzu All Japan Indoor Championships Kyoto 50 000 $ +H – Moquette (int.) – Tableaux | Luke Saville Jordan Thompson            | Go Soeda Yasutaka Uchiyama            | 6-3, 5-7, [10-6]  |
| 19 février | Morelos Open Credito Real Cuernavaca 50 000 $ +H – Dur – Tableaux                      | Dennis Novikov                          | Cristian Garín                        | 6-4, 6-3          |
| 19 février | Morelos Open Credito Real Cuernavaca 50 000 $ +H – Dur – Tableaux                      | Roberto Maytín Fernando Romboli         | Evan King Nathan Pasha                | 7-5, 6-3          |
| 26 février | Oracle Challenger Series Indian Wells 150 000 $ +H – Dur – Tableaux                    | Martin Kližan                           | Darian King                           | 6-3, 6-3          |
| 26 février | Oracle Challenger Series Indian Wells 150 000 $ +H – Dur – Tableaux                    | Austin Krajicek Jackson Withrow         | Evan King Nathan Pasha                | 63-7, 6-1, [11-9] |
| 26 février | Keio Challenger International Yokohama 75 000 $ – Dur – Tableaux                       | Yasutaka Uchiyama                       | Tatsuma Ito                           | 2-6, 6-3, 6-4     |
| 26 février | Keio Challenger International Yokohama 75 000 $ – Dur – Tableaux                       | Tobias Kamke Tim Pütz                   | Sanchai Ratiwatana Sonchat Ratiwatana | 3-6, 7-5, [12-10] |
| 26 février | Punta Open Punta del Este 50 000 $ +H – Terre battue – Tableaux                        | Guido Andreozzi                         | Simone Bolelli                        | 3-6, 6-4, 6-3     |
| 26 février | Punta Open Punta del Este 50 000 $ +H – Terre battue – Tableaux                        | Facundo Bagnis Ariel Behar              | Simone Bolelli Alessandro Giannessi   | 6-2, 7-67         |

### Mars
| Date    | Tournoi                                                                                     | Vainqueurs                                | Finalistes                        | Score              |
| ------- | ------------------------------------------------------------------------------------------- | ----------------------------------------- | --------------------------------- | ------------------ |
| 5 mars  | Zhuhai Open Zhuhai 75 000 $ – Dur – Tableaux                                                | Alex Bolt                                 | Hubert Hurkacz                    | 5-7, 7-64, 6-2     |
| 5 mars  | Zhuhai Open Zhuhai 75 000 $ – Dur – Tableaux                                                | Denys Molchanov Igor Zelenay              | Aliaksandr Bury Peng Hsien-yin    | 7-5, 7-64          |
| 5 mars  | Cachantún Cup by Kia Santiago 50 000 $ +H – Terre battue – Tableaux                         | Marco Cecchinato                          | Carlos Gómez-Herrera              | 1-6, 6-1, 6-1      |
| 5 mars  | Cachantún Cup by Kia Santiago 50 000 $ +H – Terre battue – Tableaux                         | Romain Arneodo Jonathan Eysseric          | Guido Andreozzi Andrés Molteni    | 7-64, 1-6, [12-10] |
| 12 mars | Irving Tennis Classic Irving 150 000 $ +H – Dur – Tableaux                                  | Mikhail Kukushkin                         | Matteo Berrettini                 | 6-2, 3-6, 6-1      |
| 12 mars | Irving Tennis Classic Irving 150 000 $ +H – Dur – Tableaux                                  | Philipp Petzschner Alexander Peya         | Radu Albot Matthew Ebden          | 6-2, 6-4           |
| 12 mars | Pingshan Open Shenzhen 75 000 $ +H – Dur – Tableaux                                         | Ilya Ivashka                              | Zhang Ze                          | 6-4, 6-2           |
| 12 mars | Pingshan Open Shenzhen 75 000 $ +H – Dur – Tableaux                                         | Hsieh Cheng-peng Rameez Junaid            | Denys Molchanov Igor Zelenay      | 7-63, 6-3          |
| 12 mars | Challenger Banque Nationale de Drummondville Drummondville 75 000 $ – Dur (int.) – Tableaux | Denis Kudla                               | Benjamin Bonzi                    | 6-0, 7-5           |
| 12 mars | Challenger Banque Nationale de Drummondville Drummondville 75 000 $ – Dur (int.) – Tableaux | Joris De Loore Frederik Nielsen           | Luis David Martínez Filip Peliwo  | 6-3, 6-4           |
| 19 mars | PBT Cup Challenger Tour Qujing Qujing 75 000 $ – Dur – Tableaux                             | Malek Jaziri                              | Blaž Rola                         | 7-65, 6-1          |
| 19 mars | PBT Cup Challenger Tour Qujing Qujing 75 000 $ – Dur – Tableaux                             | Aliaksandr Bury Peng Hsien-yin            | Wu Di Zhang Ze                    | 63-7, 6-4, [12-10] |
| 19 mars | Play In Challenger Lille Lille 43 000 € +H – Dur (int.) – Tableaux                          | Grégoire Barrère                          | Tobias Kamke                      | 6-1, 6-4           |
| 19 mars | Play In Challenger Lille Lille 43 000 € +H – Dur (int.) – Tableaux                          | Hugo Nys Tim Pütz                         | Jeevan Nedunchezhiyan Purav Raja  | 7-63, 1-6, [10-7]  |
| 26 mars | Open de la Région Guadeloupe Le Gosier 85 000 € +H – Dur – Tableaux                         | Dušan Lajović                             | Denis Kudla                       | 6-4, 6-0           |
| 26 mars | Open de la Région Guadeloupe Le Gosier 85 000 € +H – Dur – Tableaux                         | Neal Skupski John-Patrick Smith           | Ruben Bemelmans Jonathan Eysseric | 7-63, 6-4          |
| 26 mars | Casino Admiral Trophy Marbella 43 000 € +H – Terre battue – Tableaux                        | Stefano Travaglia                         | Guido Andreozzi                   | 6-3, 6-3           |
| 26 mars | Casino Admiral Trophy Marbella 43 000 € +H – Terre battue – Tableaux                        | Guido Andreozzi Ariel Behar               | Martin Kližan Jozef Kovalík       | 6-3, 6-4           |
| 26 mars | Open Harmonie Mutuelle Saint-Brieuc 43 000 € +H – Dur (int.) – Tableaux                     | Ričardas Berankis                         | Constant Lestienne                | 6-2, 5-7, 6-4      |
| 26 mars | Open Harmonie Mutuelle Saint-Brieuc 43 000 € +H – Dur (int.) – Tableaux                     | Sander Arends Tristan-Samuel Weissborn    | Luke Bambridge Joe Salisbury      | 4-6, 6-1, [10-7]   |
| 26 mars | San Luis Open Challenger San Luis Potosí 50 000 $ +H – Terre battue – Tableaux              | Marcelo Arévalo                           | Roberto Cid Subervi               | 6-3, 63-7, 6-4     |
| 26 mars | San Luis Open Challenger San Luis Potosí 50 000 $ +H – Terre battue – Tableaux              | Marcelo Arévalo Miguel Ángel Reyes-Varela | Jay Clarke Kevin Krawietz         | 6-1, 6-4           |

### Avril
| Date     | Tournoi                                                                                               | Vainqueurs                                | Finalistes                                | Score             |
| -------- | --- | ----------------------------------------- | ----------------------------------------- | ----------------- |
| 2 avril  | JC Ferrero Challenger Open Alicante 43 000 € +H – Terre battue – Tableaux                             | Pablo Andújar                             | Alex De Minaur                            | 7-65, 6-1         |
| 2 avril  | JC Ferrero Challenger Open Alicante 43 000 € +H – Terre battue – Tableaux                             | Wesley Koolhof Artem Sitak                | Guido Andreozzi Ariel Behar               | 6-3, 6-2          |
| 2 avril  | Visit Panamá Tennis Cup Panama 50 000 $ +H – Terre battue – Tableaux                                  | Carlos Berlocq                            | Blaž Rola                                 | 6-2, 6-0          |
| 2 avril  | Visit Panamá Tennis Cup Panama 50 000 $ +H – Terre battue – Tableaux                                  | Yannick Hanfmann Kevin Krawietz           | Nathan Pasha Roberto Quiroz               | 7-64, 6-4         |
| 9 avril  | Santaizi Challenger Taipei 150 000 $ +H – Moquette (int.) – Tableaux                                  | Yuki Bhambri                              | Ramkumar Ramanathan                       | 6-3, 6-4          |
| 9 avril  | Santaizi Challenger Taipei 150 000 $ +H – Moquette (int.) – Tableaux                                  | Matthew Ebden Andrew Whittington          | Prajnesh Gunneswaran Saketh Myneni        | 6-4, 5-7, [10-6]  |
| 9 avril  | CDMX Open Mexico 100 000 $ +H – Terre battue – Tableaux                                               | Juan Ignacio Londero                      | Roberto Quiroz                            | 6-1, 6-3          |
| 9 avril  | CDMX Open Mexico 100 000 $ +H – Terre battue – Tableaux                                               | Yannick Hanfmann Kevin Krawietz           | Luke Bambridge Jonny O'Mara               | 6-2, 7-63         |
| 9 avril  | Open Citta' della Disfida Barletta 43 000 € +H – Terre battue – Tableaux                              | Marco Trungelliti                         | Simone Bolelli                            | 2-6, 7-64, 6-4    |
| 9 avril  | Open Citta' della Disfida Barletta 43 000 € +H – Terre battue – Tableaux                              | Denys Molchanov Igor Zelenay              | Ariel Behar Máximo González               | 6-1, 6-2          |
| 16 avril | Elizabeth Moore Sarasota Open Sarasota 100 000 $ – Terre battue – Tableaux                            | Hugo Dellien                              | Facundo Bagnis                            | 2-6, 6-4, 6-2     |
| 16 avril | Elizabeth Moore Sarasota Open Sarasota 100 000 $ – Terre battue – Tableaux                            | Evan King Hunter Reese                    | Christian Harrison Peter Polansky         | 6-1, 6-2          |
| 16 avril | Tunis Open Tunis 75 000 $ +H – Terre battue – Tableaux                                                | Guido Andreozzi                           | Daniel Gimeno-Traver                      | 6-2, 3-0 ab.      |
| 16 avril | Tunis Open Tunis 75 000 $ +H – Terre battue – Tableaux                                                | Denys Molchanov Igor Zelenay              | Jonathan Eysseric Joe Salisbury           | 7-64, 6-2         |
| 16 avril | GangJiang New Area International Nanchang 50 000 $ +H – Terre battue (int.) – Tableaux                | Quentin Halys                             | Calvin Hemery                             | 6-3, 6-2          |
| 16 avril | GangJiang New Area International Nanchang 50 000 $ +H – Terre battue (int.) – Tableaux                | Gong Maoxin Zhang Ze                      | Ruben Gonzales Christopher Rungkat        | 3-6, 7-67, [10-7] |
| 16 avril | Jalisco Open by Aeroméxico-Delta Guadalajara 50 000 $ +H – Dur – Tableaux                             | Marcelo Arévalo                           | Christopher Eubanks                       | 6-4, 5-7, 7-64    |
| 16 avril | Jalisco Open by Aeroméxico-Delta Guadalajara 50 000 $ +H – Dur – Tableaux                             | Marcelo Arévalo Miguel Ángel Reyes-Varela | Brydan Klein Ruan Roelofse                | 7-63, 7-5         |
| 23 avril | Kunming Open Anning 150 000 $ +H – Terre battue – Tableaux                                            | Prajnesh Gunneswaran                      | Mohamed Safwat                            | 5-7, 6-3, 6-1     |
| 23 avril | Kunming Open Anning 150 000 $ +H – Terre battue – Tableaux                                            | Aliaksandr Bury Lloyd Harris              | Gong Maoxin Zhang Ze                      | 6-3, 6-4          |
| 23 avril | Torneo Internacional Challenger León León 75 000 $ +H – Dur – Tableaux                                | Christopher Eubanks                       | John-Patrick Smith                        | 6-4, 3-6, 7-64    |
| 23 avril | Torneo Internacional Challenger León León 75 000 $ +H – Dur – Tableaux                                | Gonzalo Escobar Manuel Sánchez            | Bradley Mousley John-Patrick Smith        | 6-4, 6-4          |
| 23 avril | USTA Tallahassee Tennis Challenger Tallahassee 75 000 $ – Terre battue – Tableaux                     | Noah Rubin                                | Marc Polmans                              | 6-2, 3-6, 6-4     |
| 23 avril | USTA Tallahassee Tennis Challenger Tallahassee 75 000 $ – Terre battue – Tableaux                     | Robert Galloway Denis Kudla               | Enrique López Pérez Jeevan Nedunchezhiyan | 6-3, 6-1          |
| 23 avril | Internazionali d'Abruzzo Goldbet Tennis Cup Francavilla al Mare 43 000 € +H – Terre battue – Tableaux | Gianluigi Quinzi                          | Casper Ruud                               | 6-4, 6-1          |
| 23 avril | Internazionali d'Abruzzo Goldbet Tennis Cup Francavilla al Mare 43 000 € +H – Terre battue – Tableaux | Julian Ocleppo Andrea Vavassori           | Ariel Behar Máximo González               | 7-65, 7-63        |
| 30 avril | Vitro Seoul Open Séoul 100 000 $ +H – Dur – Tableaux                                                  | Mackenzie McDonald                        | Jordan Thompson                           | 1-6, 6-4, 6-1     |
| 30 avril | Vitro Seoul Open Séoul 100 000 $ +H – Dur – Tableaux                                                  | Toshihide Matsui Frederik Nielsen         | Chen Ti Yi Chu-huan                       | 6-4, 7-63         |
| 30 avril | Glasgow Trophy Glasgow 85 000 € – Dur (int.) – Tableaux                                               | Lukáš Lacko                               | Luca Vanni                                | 4-6, 7-63, 6,4    |
| 30 avril | Glasgow Trophy Glasgow 85 000 € – Dur (int.) – Tableaux                                               | Gerard Granollers Guillermo Olaso         | Scott Clayton Jonny O'Mara                | 6-1, 7-5          |
| 30 avril | Prosperita Open Ostrava 64 000 € +H – Terre battue – Tableaux                                         | Arthur De Greef                           | Nino Serdarušić                           | 4-6, 6-4, 6-2     |
| 30 avril | Prosperita Open Ostrava 64 000 € +H – Terre battue – Tableaux                                         | Attila Balázs Gonçalo Oliveira            | Lukáš Rosol Serhiy Stakhovsky             | 6-0, 7-5          |
| 30 avril | Puerto Vallarta Open Puerto Vallarta 75 000 $ +H – Dur – Tableaux                                     | Adrián Menéndez Maceiras                  | Danilo Petrović                           | 1-6, 7-5, 6-3     |
| 30 avril | Puerto Vallarta Open Puerto Vallarta 75 000 $ +H – Dur – Tableaux                                     | Ante Pavić Danilo Petrović                | Benjamin Lock Fernando Romboli            | 62-7, 6-4 [10-5]  |
| 30 avril | St. Joseph's/Candler Savannah Challenger Savannah 75 000 $ – Terre battue – Tableaux                  | Hugo Dellien                              | Christian Harrison                        | 6-1, 1-6, 6-4     |
| 30 avril | St. Joseph's/Candler Savannah Challenger Savannah 75 000 $ – Terre battue – Tableaux                  | Luke Bambridge Akira Santillan            | Enrique López Pérez Jeevan Nedunchezhiyan | 6-2, 6-2          |

### Mai
| Date   | Tournoi                                                                              | Vainqueurs                                | Finalistes                            | Score             |
| ------ | ------------------------------------------------------------------------------------ | ----------------------------------------- | ------------------------------------- | ----------------- |
| 7 mai  | Open du Pays d'Aix Aix-en-Provence 127 000 € +H – Terre battue – Tableaux            | John Millman                              | Bernard Tomic                         | 6-1, 6-2          |
| 7 mai  | Open du Pays d'Aix Aix-en-Provence 127 000 € +H – Terre battue – Tableaux            | Philipp Petzschner Tim Pütz               | Guido Andreozzi Kenny de Schepper     | 63-7, 6-2, [10-8] |
| 7 mai  | Roma Garden Open Rome 64 000 € +H – Terre battue – Tableaux                          | Adam Pavlásek                             | Laslo Djere                           | 7-61, 69-7, 6-4   |
| 7 mai  | Roma Garden Open Rome 64 000 € +H – Terre battue – Tableaux                          | Kevin Krawietz Andreas Mies               | Sander Gillé Joran Vliegen            | 6-3, 2-6, [10-4]  |
| 7 mai  | Karshi Challenger Karchi 75 000 $ +H – Dur – Tableaux                                | Egor Gerasimov                            | Sergey Betov                          | 7-63, 2-0 ab.     |
| 7 mai  | Karshi Challenger Karchi 75 000 $ +H – Dur – Tableaux                                | Timur Khabibulin Vladyslav Manafov        | Sanjar Fayziev Jurabek Karimov        | 6-2, 6-1          |
| 7 mai  | Braga Open Braga 43 000 € +H – Terre battue – Tableaux                               | Pedro Sousa                               | Casper Ruud                           | 6-0, 3-6, 6-3     |
| 7 mai  | Braga Open Braga 43 000 € +H – Terre battue – Tableaux                               | Sander Arends Adil Shamasdin              | Ariel Behar Miguel Ángel Reyes-Varela | 6-2, 6-1          |
| 7 mai  | Gimcheon Open Challenger Gimcheon 50 000 $ +H – Dur – Tableaux                       | Yoshihito Nishioka                        | Vasek Pospisil                        | 6-4, 7-5          |
| 7 mai  | Gimcheon Open Challenger Gimcheon 50 000 $ +H – Dur – Tableaux                       | Ruan Roelofse John-Patrick Smith          | Sanchai Ratiwatana Sonchat Ratiwatana | 6-2, 6-3          |
| 14 mai | Busan Open Challenger Busan 150 000 $ +H – Dur – Tableaux                            | Matthew Ebden                             | Vasek Pospisil                        | 7-64, 6-1         |
| 14 mai | Busan Open Challenger Busan 150 000 $ +H – Dur – Tableaux                            | Hsieh Cheng-peng Christopher Rungkat      | Ruan Roelofse John-Patrick Smith      | 6-4, 6-3          |
| 14 mai | BNP Paribas Primrose Bordeaux Bordeaux 106 000 € +H – Terre battue – Tableaux        | Reilly Opelka                             | Grégoire Barrère                      | 65-7, 6-4, 7-5    |
| 14 mai | BNP Paribas Primrose Bordeaux Bordeaux 106 000 € +H – Terre battue – Tableaux        | Bradley Klahn Peter Polansky              | Guillermo Durán Máximo González       | 6-3, 3-6, [10-7]  |
| 14 mai | Heilbronner Neckarcup Heilbronn 85 000 € +H – Terre battue (int.) – Tableaux         | Rudolf Molleker                           | Jiří Veselý                           | 4-6, 6-4, 7-5     |
| 14 mai | Heilbronner Neckarcup Heilbronn 85 000 € +H – Terre battue (int.) – Tableaux         | Rameez Junaid David Pel                   | Kevin Krawietz Andreas Mies           | 6-2, 2-6, [10-7]  |
| 14 mai | Samarkand Challenger Samarcande 75 000 $ +H – Terre battue – Tableaux                | Luca Vanni                                | Mario Vilella Martínez                | 6-4, 6-4          |
| 14 mai | Samarkand Challenger Samarcande 75 000 $ +H – Terre battue – Tableaux                | Sriram Balaji Vishnu Vardhan              | Mikhail Elgin Denis Istomin           | Forfait           |
| 14 mai | Lisboa Belém Open Lisbonne 43 000 € +H – Terre battue – Tableaux                     | Tommy Robredo                             | Cristian Garín                        | 3-6, 6-3, 6-2     |
| 14 mai | Lisboa Belém Open Lisbonne 43 000 € +H – Terre battue – Tableaux                     | Marcelo Arévalo Miguel Ángel Reyes-Varela | Tomasz Bednarek Hunter Reese          | 6-3, 3-6, [10-1]  |
| 21 mai | Loughborough Trophy Loughborough 85 000 € – Dur (int.) – Tableaux                    | Hiroki Moriya                             | James Ward                            | 6-2, 7-5          |
| 21 mai | Loughborough Trophy Loughborough 85 000 € – Dur (int.) – Tableaux                    | Frederik Nielsen Joe Salisbury            | Luke Bambridge Jonny O'Mara           | 3-6, 6-3, [10-4]  |
| 21 mai | XVI Venice Challenge Save Cup Mestre 43 000 € +H – Terre battue – Tableaux           | Gianluigi Quinzi                          | Gian Marco Moroni                     | 6-2, 6-2          |
| 21 mai | XVI Venice Challenge Save Cup Mestre 43 000 € +H – Terre battue – Tableaux           | Marin Draganja Tomislav Draganja          | Romain Arneodo Danilo Petrović        | 6-4, 62-7, [10-2] |
| 28 mai | Internazionali di tennis Citta di Vicenza Vicence 64 000 € – Terre battue – Tableaux | Hugo Dellien                              | Matteo Donati                         | 6-4, 5-7, 6-4     |
| 28 mai | Internazionali di tennis Citta di Vicenza Vicence 64 000 € – Terre battue – Tableaux | Ariel Behar Enrique López Pérez           | Facundo Bagnis Fabrício Neis          | 6-2, 6-4          |

### Juin
| Date    | Tournoi                                                                                   | Vainqueurs                             | Finalistes                            | Score              |
| ------- | ----------------------------------------------------------------------------------------- | -------------------------------------- | ------------------------------------- | ------------------ |
| 4 juin  | Moneta Czech Open Prostějov 127 000 € +H – Terre battue – Tableaux                        | Jaume Munar                            | Laslo Djere                           | 6-1, 6-3           |
| 4 juin  | Moneta Czech Open Prostějov 127 000 € +H – Terre battue – Tableaux                        | Denys Molchanov Igor Zelenay           | Martín Cuevas Pablo Cuevas            | 4-6, 6-3, [10-7]   |
| 4 juin  | Fuzion 100 Surbiton Trophy Surbiton 127 000 € – Gazon – Tableaux                          | Jérémy Chardy                          | Alex De Minaur                        | 6-4, 4-6, 6-2      |
| 4 juin  | Fuzion 100 Surbiton Trophy Surbiton 127 000 € – Gazon – Tableaux                          | Luke Bambridge Jonny O'Mara            | Ken Skupski Neal Skupski              | 7-611, 4-6, [10-7] |
| 4 juin  | Poznań Open Poznań 64 000 € +H – Terre battue – Tableaux                                  | Hubert Hurkacz                         | Taro Daniel                           | 6-1, 6-1           |
| 4 juin  | Poznań Open Poznań 64 000 € +H – Terre battue – Tableaux                                  | Mateusz Kowalczyk Szymon Walków        | Attila Balázs Andrea Vavassori        | 7-5, 68-7, [10-8]  |
| 4 juin  | Shymkent Challenger Chimkent 50 000 $ +H – Terre battue – Tableaux                        | Yannick Hanfmann                       | Roberto Cid Subervi                   | 7-63, 4-6, 6-2     |
| 4 juin  | Shymkent Challenger Chimkent 50 000 $ +H – Terre battue – Tableaux                        | Lorenzo Giustino Gonçalo Oliveira      | Lucas Miedler Sebastian Ofner         | 6-2, 7-64          |
| 11 juin | Citta di Caltanissetta Caltanissetta 127 000 € +H – Terre battue – Tableaux               | Jaume Munar                            | Matteo Donati                         | 6-2, 7-62          |
| 11 juin | Citta di Caltanissetta Caltanissetta 127 000 € +H – Terre battue – Tableaux               | Federico Gaio Andrea Pellegrino        | Blaž Rola Jiří Veselý                 | 7-64, 7-65         |
| 11 juin | Nature Valley Nottingham Open Nottingham 127 000 € +H – Gazon – Tableaux                  | Alex De Minaur                         | Daniel Evans                          | 7-64, 7-5          |
| 11 juin | Nature Valley Nottingham Open Nottingham 127 000 € +H – Gazon – Tableaux                  | Frederik Nielsen Joe Salisbury         | Austin Krajicek Jeevan Nedunchezhiyan | 7-65, 6-1          |
| 11 juin | Open Sopra Steria de Lyon Lyon 64 000 € +H – Terre battue – Tableaux                      | Félix Auger-Aliassime                  | Johan Tatlot                          | 63-7, 7-5, 6-2     |
| 11 juin | Open Sopra Steria de Lyon Lyon 64 000 € +H – Terre battue – Tableaux                      | Elliot Benchetrit Geoffrey Blancaneaux | Hsieh Cheng-peng Luca Margaroli       | 6-3, 4-6, [10-7]   |
| 11 juin | Almaty Challenger Almaty 50 000 $ +H – Terre battue – Tableaux                            | Jurij Rodionov                         | Pedja Krstin                          | 7-5, 6-2           |
| 11 juin | Almaty Challenger Almaty 50 000 $ +H – Terre battue – Tableaux                            | Kevin Krawietz Andreas Mies            | Laurynas Grigelis Vladyslav Manafov   | 6-2, 7-62          |
| 18 juin | Fuzion 100 Ilkley Trophy Ilkley 127 000 € – Gazon – Tableaux                              | Serhiy Stakhovsky                      | Oscar Otte                            | 6-4, 6-4           |
| 18 juin | Fuzion 100 Ilkley Trophy Ilkley 127 000 € – Gazon – Tableaux                              | Austin Krajicek Jeevan Nedunchezhiyan  | Kevin Krawietz Andreas Mies           | 6-3, 6-3           |
| 18 juin | Poprad-Tatry Challenger Poprad 64 000 € +H – Terre battue – Tableaux                      | Jozef Kovalík                          | Arthur De Greef                       | 6-4, 6-0           |
| 18 juin | Poprad-Tatry Challenger Poprad 64 000 € +H – Terre battue – Tableaux                      | Tomislav Brkić Ante Pavić              | Nikola Čačić Luca Margaroli           | 6-3, 4-6, [16-14]  |
| 18 juin | Fergana Challenger Ferghana 75 000 $ +H – Dur – Tableaux                                  | Nikola Milojević                       | Enrique López Pérez                   | 6-3, 6-4           |
| 18 juin | Fergana Challenger Ferghana 75 000 $ +H – Dur – Tableaux                                  | Ivan Gakhov Alexander Pavlioutchenkov  | Saketh Myneni Vijay Sundar Prashanth  | 6-4, 6-4           |
| 18 juin | Internationaux de tennis de Blois Blois 43 000 € +H – Terre battue – Tableaux             | Scott Griekspoor                       | Félix Auger-Aliassime                 | 6-4, 6-4           |
| 18 juin | Internationaux de tennis de Blois Blois 43 000 € +H – Terre battue – Tableaux             | Fabrício Neis David Vega Hernández     | Hsieh Cheng-peng Rameez Junaid        | 7-64, 6-1          |
| 18 juin | Internazionali di Tennis Città dell'Aquila L'Aquila 43 000 € +H – Terre battue – Tableaux | Facundo Bagnis                         | Paolo Lorenzi                         | 2-6, 6-3, 6-4      |
| 18 juin | Internazionali di Tennis Città dell'Aquila L'Aquila 43 000 € +H – Terre battue – Tableaux | Filippo Baldi Andrea Pellegrino        | Pedro Martínez Mark Vervoort          | 4-6, 6-3, [10-5]   |
| 25 juin | Aspria Tennis Cup - Trofeo BCS Milan 43 000 € +H – Terre battue – Tableaux                | Laslo Djere                            | Gianluca Mager                        | 6-2, 6-1           |
| 25 juin | Aspria Tennis Cup - Trofeo BCS Milan 43 000 € +H – Terre battue – Tableaux                | Julian Ocleppo Andrea Vavassori        | Gonzalo Escobar Fernando Romboli      | 4-6, 6-1, [11-9]   |

### Juillet
| Date       | Tournoi                                                                                          | Vainqueurs                            | Finalistes                            | Score              |
| ---------- | ------------------------------------------------------------------------------------------------ | ------------------------------------- | ------------------------------------- | ------------------ |
| 2 juillet  | Marburg Open Marbourg 43 000 € +H – Terre battue – Tableaux                                      | Juan Ignacio Londero                  | Hugo Dellien                          | 3-6, 7-5, 6-4      |
| 2 juillet  | Marburg Open Marbourg 43 000 € +H – Terre battue – Tableaux                                      | Fabrício Neis David Vega Hernández    | Henri Laaksonen Luca Margaroli        | 4-6, 6-4, [10-8]   |
| 2 juillet  | Guzzini Challenger Recanati 43 000 € +H – Dur – Tableaux                                         | Daniel Brands                         | Adrián Menéndez Maceiras              | 7-5, 6-3           |
| 2 juillet  | Guzzini Challenger Recanati 43 000 € +H – Dur – Tableaux                                         | Gong Maoxin Zhang Ze                  | Gonzalo Escobar Fernando Romboli      | 2-6, 7-65, [10-8]  |
| 9 juillet  | Sparkassen Open Brunswick 127 000 € +H – Terre battue – Tableaux                                 | Yannick Hanfmann                      | Jozef Kovalík                         | 6-2, 3-6, 6-3      |
| 9 juillet  | Sparkassen Open Brunswick 127 000 € +H – Terre battue – Tableaux                                 | Santiago González Wesley Koolhof      | Sriram Balaji Vishnu Vardhan          | 6-3, 6-3           |
| 9 juillet  | Nielsen Pro Tennis Championship Winnetka 75 000 $ – Dur – Tableaux                               | Evgeny Karlovskiy                     | Jason Jung                            | 6-3, 6-2           |
| 9 juillet  | Nielsen Pro Tennis Championship Winnetka 75 000 $ – Dur – Tableaux                               | Austin Krajicek Jeevan Nedunchezhiyan | Roberto Maytín Christopher Rungkat    | 64-7, 6-4, [10-5]  |
| 9 juillet  | Winnipeg National Bank Challenger Winnipeg 75 000 $ – Dur – Tableaux                             | Jason Kubler                          | Lucas Miedler                         | 6-1, 6-1           |
| 9 juillet  | Winnipeg National Bank Challenger Winnipeg 75 000 $ – Dur – Tableaux                             | Marc-Andrea Hüsler Sem Verbeek        | Gerard Granollers Marcel Granollers   | 65-7, 6-3, [14-12] |
| 9 juillet  | Båstad Challenger Båstad 43 000 € +H – Terre battue – Tableaux                                   | Pedro Martínez                        | Corentin Moutet                       | 7-65, 6-4          |
| 9 juillet  | Båstad Challenger Båstad 43 000 € +H – Terre battue – Tableaux                                   | Harri Heliövaara Henri Laaksonen      | Zdeněk Kolář Gonçalo Oliveira         | 6-4, 6-3           |
| 9 juillet  | Sidernestor Tennis Cup - Internazionali di Perugia Pérouse 43 000 € +H – Terre battue – Tableaux | Ulises Blanch                         | Gianluigi Quinzi                      | 7-5, 6-2           |
| 9 juillet  | Sidernestor Tennis Cup - Internazionali di Perugia Pérouse 43 000 € +H – Terre battue – Tableaux | Daniele Bracciali Matteo Donati       | Tomislav Brkić Ante Pavić             | 6-3, 3-6, [10-7]   |
| 16 juillet | President's Cup Astana 125 000 $ – Dur – Tableaux                                                | Sebastian Ofner                       | Daniel Brands                         | 7-65, 6-3          |
| 16 juillet | President's Cup Astana 125 000 $ – Dur – Tableaux                                                | Mikhail Elgin Yaraslav Shyla          | Arjun Kadhe Denis Yevseyev            | 7-5, 7-66          |
| 16 juillet | San Benedetto Tennis Cup San Benedetto del Tronto 64 000 € +H – Terre battue – Tableaux          | Daniel Elahi Galán                    | Sergio Gutiérrez Ferrol               | 6-2, 3-6, 6-2      |
| 16 juillet | San Benedetto Tennis Cup San Benedetto del Tronto 64 000 € +H – Terre battue – Tableaux          | Julian Ocleppo Andrea Vavassori       | Sergio Galdós Federico Zeballos       | 6-3, 6-2           |
| 16 juillet | The Hague Open Scheveningen 64 000 € +H – Terre battue – Tableaux                                | Thiemo de Bakker                      | Yannick Maden                         | 6-2, 6-1           |
| 16 juillet | The Hague Open Scheveningen 64 000 € +H – Terre battue – Tableaux                                | Ruben Gonzales Nathaniel Lammons      | Luis David Martínez Gonçalo Oliveira  | 6-3, 68-7, [10-5]  |
| 16 juillet | Challenger Banque Nationale de Gatineau Gatineau 75 000 $ – Dur – Tableaux                       | Bradley Klahn                         | Ugo Humbert                           | 6-3, 7-65          |
| 16 juillet | Challenger Banque Nationale de Gatineau Gatineau 75 000 $ – Dur – Tableaux                       | Robert Galloway Bradley Klahn         | Darian King Peter Polansky            | 7-64, 4-6, [10-8]  |
| 23 juillet | Challenger Banque Nationale de Granby Granby 100 000 $ – Dur – Tableaux                          | Peter Polansky                        | Ugo Humbert                           | 6-4, 1-6, 6-2      |
| 23 juillet | Challenger Banque Nationale de Granby Granby 100 000 $ – Dur – Tableaux                          | Alex Lawson Li Zhe                    | Juan Cruz Aragone Liam Broady         | 7-62, 6-3          |
| 23 juillet | Levene Gouldin & Thompson Tennis Challenger Binghamton 75 000 $ – Dur – Tableaux                 | Jay Clarke                            | Jordan Thompson                       | 6-7, 7-65, 6-4     |
| 23 juillet | Levene Gouldin & Thompson Tennis Challenger Binghamton 75 000 $ – Dur – Tableaux                 | Gerard Granollers Marcel Granollers   | Alejandro Gómez Caio Silva            | 7-62, 6-4          |
| 23 juillet | Advantage Cars Prague Open Prague 43 000 € +H – Terre battue – Tableaux                          | Lukáš Rosol                           | Aleksandr Nedovyesov                  | 4-6, 6-3, 6-4      |
| 23 juillet | Advantage Cars Prague Open Prague 43 000 € +H – Terre battue – Tableaux                          | Sander Gillé Joran Vliegen            | Fernando Romboli David Vega Hernández | 6-4, 6-2           |
| 23 juillet | Aamulehti Tampere Open Tampere 43 000 € +H – Terre battue – Tableaux                             | Tallon Griekspoor                     | Juan Ignacio Londero                  | 6-3, 2-6, 6-3      |
| 23 juillet | Aamulehti Tampere Open Tampere 43 000 € +H – Terre battue – Tableaux                             | Markus Eriksson André Göransson       | Ivan Gakhov Alexander Pavlioutchenkov | 6-3, 3-6, [10-7]   |
| 23 juillet | Internazionali di Tennis Country 2001 Team Padova Padoue 43 000 € +H – Terre battue – Tableaux   | Sergio Gutiérrez Ferrol               | Federico Gaio                         | 6-2, 3-6, 6-1      |
| 23 juillet | Internazionali di Tennis Country 2001 Team Padova Padoue 43 000 € +H – Terre battue – Tableaux   | Tomislav Brkić Ante Pavić             | Walter Trusendi Andrea Vavassori      | 6-2, 7-64          |
| 30 juillet | International Challenger Chengdu Chengdu 125 000 $ – Dur – Tableaux                              | Zhang Ze                              | Henri Laaksonen                       | 2-6, 5-2 ab.       |
| 30 juillet | International Challenger Chengdu Chengdu 125 000 $ – Dur – Tableaux                              | Gong Maoxin Zhang Ze                  | Mikhail Elgin Yaraslav Shyla          | 6-4, 6-4           |
| 30 juillet | Open Castilla y León Ségovie 85 000 € +H – Dur – Tableaux                                        | Ugo Humbert                           | Adrián Menéndez Maceiras              | 6-3, 6-4           |
| 30 juillet | Open Castilla y León Ségovie 85 000 € +H – Dur – Tableaux                                        | Andrés Artuñedo David Pérez Sanz      | Matías Franco Descotte João Monteiro  | 63-7, 6-3, [10-6]  |
| 30 juillet | Sopot Open Sopot 64 000 € +H – Terre battue – Tableaux                                           | Paolo Lorenzi                         | Daniel Gimeno-Traver                  | 7-62, 65-7, 6-3    |
| 30 juillet | Sopot Open Sopot 64 000 € +H – Terre battue – Tableaux                                           | Mateusz Kowalczyk Szymon Walków       | Ruben Gonzales Nathaniel Lammons      | 7-66, 6-3          |
| 30 juillet | Kentucky Bank Tennis Championships Lexington 75 000 $ – Dur – Tableaux                           | Lloyd Harris                          | Stefano Napolitano                    | 6-4, 6-3           |
| 30 juillet | Kentucky Bank Tennis Championships Lexington 75 000 $ – Dur – Tableaux                           | Robert Galloway Roberto Maytín        | Joris De Loore Marc Polmans           | 6-3, 6-1           |
| 30 juillet | Svijany Open Liberec 43 000 € +H – Terre battue – Tableaux                                       | Andrej Martin                         | Pedro Sousa                           | 6-1, 6-2           |
| 30 juillet | Svijany Open Liberec 43 000 € +H – Terre battue – Tableaux                                       | Sander Gillé Joran Vliegen            | Filip Polášek Patrik Rikl             | 6-3, 6-4           |

### Août
| Date    | Tournoi                                                                          | Vainqueurs                      | Finalistes                                 | Score                   |  |
| ------- | -------------------------------------------------------------------------------- | ------------------------------- | ------------------------------------------ | ----------------------- |  |
| 6 août  | Isar Open Pullach 127 000 € +H – Terre battue – Tableaux                         | Pedro Sousa                     | Jan-Lennard Struff                         | 6-1, 6-3                |  |
| 6 août  | Isar Open Pullach 127 000 € +H – Terre battue – Tableaux                         | Sander Gillé Joran Vliegen      | Simone Bolelli Daniele Bracciali           | 6-2, 6-2                |  |
| 6 août  | Lisheng Sports Cup Jinan International Open Jinan 150 000 $ – Dur – Tableaux     | Alexei Popyrin                  | James Ward                                 | 3-6, 6-1, 7-5           |  |
| 6 août  | Lisheng Sports Cup Jinan International Open Jinan 150 000 $ – Dur – Tableaux     | Hsieh Cheng-peng Yang Tsung-hua | Alexander Bublik Alexander Pavlioutchenkov | 7-65, 4-6, [10-5]       |  |
| 6 août  | Nordic Naturals Challenger Aptos 100 000 $ – Dur – Tableaux                      | Thanasi Kokkinakis              | Lloyd Harris                               | 6-2, 6-3                |  |
| 6 août  | Nordic Naturals Challenger Aptos 100 000 $ – Dur – Tableaux                      | Thanasi Kokkinakis Matt Reid    | Jonny O'Mara Joe Salisbury                 | 6-2, 4-6, [10-8]        |  |
| 6 août  | Zavarovalnica Sava Slovenia Open Portorož 64 000 € – Dur – Tableaux              | Constant Lestienne              | Andrea Arnaboldi                           | 6-2, 6-1                |  |
| 6 août  | Zavarovalnica Sava Slovenia Open Portorož 64 000 € – Dur – Tableaux              | Gerard Granollers Lukáš Rosol   | Nikola Čačić Lucas Miedler                 | 7-5, 6-3                |  |
| 13 août | Odlum Brown VanOpen Vancouver 100 000 $ – Dur – Tableaux                         | Daniel Evans                    | Jason Kubler                               | 4-6, 7-5, 7-63          |  |
| 13 août | Odlum Brown VanOpen Vancouver 100 000 $ – Dur – Tableaux                         | Luke Bambridge Neal Skupski     | Marc Polmans Max Purcell                   | 4-6, 6-3, [10-6]        |  |
| 13 août | Acqua Dolomia Tennis Cup Cordenons 64 000 € +H – Terre battue – Tableaux         | Paolo Lorenzi                   | Máté Valkusz                               | 6-3, 3-6, 6-4           |  |
| 13 août | Acqua Dolomia Tennis Cup Cordenons 64 000 € +H – Terre battue – Tableaux         | Denys Molchanov Igor Zelenay    | Andrej Martin Daniel Muñoz de la Nava      | 3-6, 6-3, [11-9]        |  |
| 13 août | Gwangju Open Challenger Gwangju 50 000 $ +H – Dur – Tableaux                     | Maverick Banes                  | Nam Ji-sung                                | 6-3, 4-6, 6-4           |  |
| 13 août | Gwangju Open Challenger Gwangju 50 000 $ +H – Dur – Tableaux                     | Nam Ji-sung Song Min-kyu        | Benjamin Lock Rubin Statham                | 5-7, 6-3, [10-5]        |  |
| 13 août | Tennis Open Stadtwerke Meerbusch Meerbusch 43 000 € +H – Terre battue – Tableaux | Filip Horanský                  | Jan Choinski                               | 67-7, 6-3, 6-3          |  |
| 13 août | Tennis Open Stadtwerke Meerbusch Meerbusch 43 000 € +H – Terre battue – Tableaux | David Pérez Sanz Mark Vervoort  | Grzegorz Panfil Volodymyr Uzhylovskyi      | 3-6, 6-4, [10-7]        |  |
| 20 août | Aucun tournoi programmé                                                          | Aucun tournoi programmé         | Aucun tournoi programmé                    | Aucun tournoi programmé |  |
| 20 août | Aucun tournoi programmé                                                          | Aucun tournoi programmé         | Aucun tournoi programmé                    | Aucun tournoi programmé |  |
| 27 août | Torneo Citta di Como Côme 64 000 € – Terre battue – Tableaux                     | Salvatore Caruso                | Cristian Garín                             | 7-5, 6-4                |  |
| 27 août | Torneo Citta di Como Côme 64 000 € – Terre battue – Tableaux                     | Andre Begemann Dustin Brown     | Martin Kližan Filip Polášek                | 3-6, 6-4, [10-5]        |  |
| 27 août | Rafa Nadal Open Banc Sabadell Majorque 43 000 € +H – Dur – Tableaux              | Bernard Tomic                   | Matthias Bachinger                         | 4-6, 6-3, 7-63          |  |
| 27 août | Rafa Nadal Open Banc Sabadell Majorque 43 000 € +H – Dur – Tableaux              | Ariel Behar Enrique López Pérez | Daniel Evans Gerard Granollers             | Forfait                 |  |

### Septembre
| Date         | Tournoi                                                                         | Vainqueurs                            | Finalistes                              | Score             |
| ------------ | ------------------------------------------------------------------------------- | ------------------------------------- | --------------------------------------- | ----------------- |
| 3 septembre  | Oracle Challenger Series Chicago 150 000 $ +H – Dur – Tableaux                  | Denis Istomin                         | Reilly Opelka                           | 6-4, 6-2          |
| 3 septembre  | Oracle Challenger Series Chicago 150 000 $ +H – Dur – Tableaux                  | Luke Bambridge Neal Skupski           | Leander Paes Miguel Ángel Reyes-Varela  | 6-3, 6-4          |
| 3 septembre  | AON Open Challenger Gênes 127 000 € +H – Terre battue – Tableaux                | Lorenzo Sonego                        | Dustin Brown                            | 6-2, 6-1          |
| 3 septembre  | AON Open Challenger Gênes 127 000 € +H – Terre battue – Tableaux                | Kevin Krawietz Andreas Mies           | Martin Kližan Filip Polášek             | 6-2, 3-6, [10-2]  |
| 3 septembre  | Copa Sevilla Séville 64 000 € +H – Terre battue – Tableaux                      | Kimmer Coppejans                      | Alex Molčan                             | 7-62, 6-1         |
| 3 septembre  | Copa Sevilla Séville 64 000 € +H – Terre battue – Tableaux                      | Gerard Granollers Pedro Martínez      | Daniel Gimeno-Traver Ricardo Ojeda Lara | 6-0, 6-2          |
| 3 septembre  | Cassis Open Provence Cassis 64 000 € – Dur – Tableaux                           | Enzo Couacaud                         | Ugo Humbert                             | 6-2, 6-3          |
| 3 septembre  | Cassis Open Provence Cassis 64 000 € – Dur – Tableaux                           | Matt Reid Serhiy Stakhovsky           | Marc-Andrea Hüsler Gonçalo Oliveira     | 6-2, 6-3          |
| 3 septembre  | Zhangjiagang International Challenger Zhangjiagang 50 000 $ +H – Dur – Tableaux | Yasutaka Uchiyama                     | Jason Jung                              | 6-2, 6-2          |
| 3 septembre  | Zhangjiagang International Challenger Zhangjiagang 50 000 $ +H – Dur – Tableaux | Gong Maoxin Zhang Ze                  | Bradley Mousley Akira Santillan         | Forfait           |
| 10 septembre | Pekao Szczecin Open Szczecin 127 000 € +H – Terre battue – Tableaux             | Guido Andreozzi                       | Alejandro Davidovich Fokina             | 6-4, 4-6, 6-3     |
| 10 septembre | Pekao Szczecin Open Szczecin 127 000 € +H – Terre battue – Tableaux             | Karol Drzewiecki Filip Polášek        | Guido Andreozzi Guillermo Durán         | 6-3, 6-4          |
| 10 septembre | Srpska Open Banja Luka 85 000 € +H – Terre battue – Tableaux                    | Alessandro Giannessi                  | Carlos Berlocq                          | 6-7, 6-4, 6-4     |
| 10 septembre | Srpska Open Banja Luka 85 000 € +H – Terre battue – Tableaux                    | Andrej Martin Hans Podlipnik-Castillo | Laurynas Grigelis Alessandro Motti      | 7-5, 4-6, [10-7]  |
| 10 septembre | American Express Istanbul Challenger Istanbul 75 000 $ +H – Dur – Tableaux      | Corentin Moutet                       | Quentin Halys                           | 6-3, 6-4          |
| 10 septembre | American Express Istanbul Challenger Istanbul 75 000 $ +H – Dur – Tableaux      | Rameez Junaid Purav Raja              | Timur Khabibulin Vladyslav Manafov      | 7-64, 4-6, [10-7] |
| 10 septembre | Road to the Rolex Shanghai Masters Shanghai 75 000 $ – Dur – Tableaux           | Blaž Kavčič                           | Hiroki Moriya                           | 6-1, 7-61         |
| 10 septembre | Road to the Rolex Shanghai Masters Shanghai 75 000 $ – Dur – Tableaux           | Gong Maoxin Zhang Ze                  | Hua Runhao Zhang Zhizhen                | 6-4, 3-6, [10-4]  |
| 10 septembre | Atlantic Tire Championships Cary 50 000 $ +H – Dur – Tableaux                   | James Duckworth                       | Reilly Opelka                           | 7-64, 6-3         |
| 10 septembre | Atlantic Tire Championships Cary 50 000 $ +H – Dur – Tableaux                   | Evan King Hunter Reese                | Fabrice Martin Hugo Nys                 | 6-4, 7-66         |
| 17 septembre | Kaohsiung OEC Open Kaohsiung 150 000 $ +H – Dur (int.) – Tableaux               | Gaël Monfils                          | Kwon Soon-woo                           | 6-4, 2-6, 6-1     |
| 17 septembre | Kaohsiung OEC Open Kaohsiung 150 000 $ +H – Dur (int.) – Tableaux               | Hsieh Cheng-peng Yang Tsung-hua       | Hsu Yu-hsiou Jimmy Wang                 | 63-7, 6-2, [10-8] |
| 17 septembre | Columbus Challenger Columbus 75 000 $ – Dur (int.) – Tableaux                   | Michael Mmoh                          | Jordan Thompson                         | 6-3, 7-64         |
| 17 septembre | Columbus Challenger Columbus 75 000 $ – Dur (int.) – Tableaux                   | Tommy Paul Peter Polansky             | Gonzalo Escobar Roberto Quiroz          | 6-3, 6-3          |
| 17 septembre | Thindown Challenger Biella 43 000 € +H – Terre battue – Tableaux                | Federico Delbonis                     | Stefano Napolitano                      | 6-4, 6-3          |
| 17 septembre | Thindown Challenger Biella 43 000 € +H – Terre battue – Tableaux                | Fabrício Neis David Vega Hernández    | Rameez Junaid Purav Raja                | 6-4, 6-4          |
| 17 septembre | Sibiu Open Sibiu 43 000 € +H – Terre battue – Tableaux                          | Dragoș Dima                           | Jelle Sels                              | 6-3, 6-2          |
| 17 septembre | Sibiu Open Sibiu 43 000 € +H – Terre battue – Tableaux                          | Kevin Krawietz Andreas Mies           | Tomasz Bednarek David Pel               | 6-4, 6-2          |
| 24 septembre | Open d'Orléans Orléans 127 000 € +H – Dur (int.) – Tableaux                     | Aljaž Bedene                          | Antoine Hoang                           | 4-6, 6-1, 7-66    |
| 24 septembre | Open d'Orléans Orléans 127 000 € +H – Dur (int.) – Tableaux                     | Luke Bambridge Jonny O'Mara           | Yannick Maden Tristan-Samuel Weissborn  | 6-2, 6-4          |
| 24 septembre | Wells Fargo Tiburon Challenger Tiburon 100 000 $ – Dur – Tableaux               | Michael Mmoh                          | Marcel Granollers                       | 6-3, 7-5          |
| 24 septembre | Wells Fargo Tiburon Challenger Tiburon 100 000 $ – Dur – Tableaux               | Hans Hach Verdugo Luke Saville        | Gerard Granollers Pedro Martínez        | 6-3, 6-2          |

### Octobre
| Date        | Tournoi                                                                                     | Vainqueurs                             | Finalistes                             | Score             |
| ----------- | ------------------------------------------------------------------------------------------- | -------------------------------------- | -------------------------------------- | ----------------- |
| 1er octobre | Abierto GNP Seguros Monterrey 150 000 $ +H – Dur – Tableaux                                 | David Ferrer                           | Ivo Karlović                           | 6-3, 6-4          |
| 1er octobre | Abierto GNP Seguros Monterrey 150 000 $ +H – Dur – Tableaux                                 | Marcelo Arévalo Jeevan Nedunchezhiyan  | Leander Paes Miguel Ángel Reyes-Varela | 6-1, 6-4          |
| 1er octobre | Stockton Challenger Stockton 100 000 $ – Dur – Tableaux                                     | Lloyd Harris                           | Marc Polmans                           | 6-2, 6-2          |
| 1er octobre | Stockton Challenger Stockton 100 000 $ – Dur – Tableaux                                     | Darian King Noah Rubin                 | Sanchai Ratiwatana Christopher Rungkat | 6-3, 6-4          |
| 1er octobre | Firenze Tennis Cup Florence 64 000 € +H – Terre battue – Tableaux                           | Pablo Andújar                          | Marco Trungelliti                      | 7-5, 6-3          |
| 1er octobre | Firenze Tennis Cup Florence 64 000 € +H – Terre battue – Tableaux                           | Rameez Junaid David Pel                | Filippo Baldi Salvatore Caruso         | 7-5, 3-6, [10-7]  |
| 1er octobre | Almaty II Challenger Almaty 50 000 $ +H – Dur – Tableaux                                    | Denis Istomin                          | Nikola Milojević                       | 64-7, 7-65, 6-2   |
| 1er octobre | Almaty II Challenger Almaty 50 000 $ +H – Dur – Tableaux                                    | Zdeněk Kolář Lukáš Rosol               | Evgeny Karlovskiy Timur Khabibulin     | 6-3, 6-1          |
| 1er octobre | Campeonato Internacional de Tenis Campinas 50 000 $ +H – Terre battue – Tableaux            | Cristian Garín                         | Federico Delbonis                      | 6-3, 6-4          |
| 1er octobre | Campeonato Internacional de Tenis Campinas 50 000 $ +H – Terre battue – Tableaux            | Hugo Dellien Guillermo Durán           | Franco Agamenone Fernando Romboli      | 7-5, 6-4          |
| 8 octobre   | Santo Domingo Open presented by Milex Saint-Domingue 125 000 $ +H – Terre battue – Tableaux | Cristian Garín                         | Federico Delbonis                      | 6-4, 5-7, 6-4     |
| 8 octobre   | Santo Domingo Open presented by Milex Saint-Domingue 125 000 $ +H – Terre battue – Tableaux | Leander Paes Miguel Ángel Reyes-Varela | Ariel Behar Roberto Quiroz             | 4-6, 6-3, [10-5]  |
| 8 octobre   | Northbay Healthcare Men's Pro Championship Fairfield 100 000 $ – Dur – Tableaux             | Bjorn Fratangelo                       | Alex Bolt                              | 6-4, 6-3          |
| 8 octobre   | Northbay Healthcare Men's Pro Championship Fairfield 100 000 $ – Dur – Tableaux             | Sanchai Ratiwatana Christopher Rungkat | Harri Heliövaara Henri Laaksonen       | 6-0, 7-69         |
| 8 octobre   | Tashkent Challenger Tachkent 75 000 $ – Dur – Tableaux                                      | Félix Auger-Aliassime                  | Kamil Majchrzak                        | 6-3, 6-2          |
| 8 octobre   | Tashkent Challenger Tachkent 75 000 $ – Dur – Tableaux                                      | Sanjar Fayziev Jurabek Karimov         | Federico Gaio Enrique López Pérez      | 6-2, 63-7, [11-9] |
| 8 octobre   | Sparkasse Challenger Val Gardena Südtirol Ortisei 64 000 € – Dur (int.) – Tableaux          | Ugo Humbert                            | Pierre-Hugues Herbert                  | 6-4, 6-2          |
| 8 octobre   | Sparkasse Challenger Val Gardena Südtirol Ortisei 64 000 € – Dur (int.) – Tableaux          | Sander Gillé Joran Vliegen             | Purav Raja Antonio Šančić              | 3-6, 6-3, [10-3]  |
| 8 octobre   | Sánchez-Casal Mapfre Cup Barcelone 43 000 € +H – Terre battue – Tableaux                    | Roberto Carballés Baena                | Pedro Martínez                         | 1-6, 6-3, 6-0     |
| 8 octobre   | Sánchez-Casal Mapfre Cup Barcelone 43 000 € +H – Terre battue – Tableaux                    | Marcelo Demoliner David Vega Hernández | Rameez Junaid David Pel                | 7-63, 6-3         |
| 15 octobre  | Yinzhou International Men's Tennis Ningbo 150 000 $ – Dur – Tableaux                        | Thomas Fabbiano                        | Prajnesh Gunneswaran                   | 7-64, 4-6, 6-3    |
| 15 octobre  | Yinzhou International Men's Tennis Ningbo 150 000 $ – Dur – Tableaux                        | Gong Maoxin Zhang Ze                   | Hsieh Cheng-peng Christopher Rungkat   | 7-5, 2-6, [10-5]  |
| 15 octobre  | Calgary National Bank Challenger Calgary 75 000 $ +H – Dur (int.) – Tableaux                | Ivo Karlović                           | Jordan Thompson                        | 7-63, 6-3         |
| 15 octobre  | Calgary National Bank Challenger Calgary 75 000 $ +H – Dur (int.) – Tableaux                | Robert Galloway Nathan Pasha           | Matt Reid John-Patrick Smith           | 6-4, 4-6, [10-6]  |
| 15 octobre  | Wolffkran Open Ismaning 43 000 € +H – Moquette (int.) – Tableaux                            | Filippo Baldi                          | Gleb Sakharov                          | 6-4, 6-4          |
| 15 octobre  | Wolffkran Open Ismaning 43 000 € +H – Moquette (int.) – Tableaux                            | Purav Raja Antonio Šančić              | Rameez Junaid David Pel                | 5-7, 6-4, [10-5]  |
| 22 octobre  | Open Brest Arena Crédit Agricole Brest 106 000 € +H – Dur (int.) – Tableaux                 | Hubert Hurkacz                         | Ričardas Berankis                      | 7-5, 6-1          |
| 22 octobre  | Open Brest Arena Crédit Agricole Brest 106 000 € +H – Dur (int.) – Tableaux                 | Sander Gillé Joran Vliegen             | Leander Paes Miguel Ángel Reyes-Varela | 3-6, 6-4, [10-2]  |
| 22 octobre  | Latrobe City Traralgon Challenger Traralgon 75 000 $ – Dur – Tableaux                       | Jordan Thompson                        | Yoshihito Nishioka                     | 6-3, 6-4          |
| 22 octobre  | Latrobe City Traralgon Challenger Traralgon 75 000 $ – Dur – Tableaux                       | Jeremy Beale Marc Polmans              | Max Purcell Luke Saville               | 6-2, 6-4          |
| 22 octobre  | Bank of Liuzhou Challenger Liuzhou 50 000 $ +H – Dur – Tableaux                             | Radu Albot                             | Miomir Kecmanović                      | 6-2, 4-6, 6-3     |
| 22 octobre  | Bank of Liuzhou Challenger Liuzhou 50 000 $ +H – Dur – Tableaux                             | Gong Maoxin Zhang Ze                   | Hsieh Cheng-peng Christopher Rungkat   | 6-3, 2-6, [10-3]  |
| 22 octobre  | Las Vegas Tennis Open Las Vegas 50 000 $ +H – Dur – Tableaux                                | Thanasi Kokkinakis                     | Blaž Rola                              | 6-4, 6-4          |
| 22 octobre  | Las Vegas Tennis Open Las Vegas 50 000 $ +H – Dur – Tableaux                                | Marcelo Arévalo Roberto Maytín         | Robert Galloway Nathan Pasha           | 6-3, 6-3          |
| 22 octobre  | Lima Challenger Copa Claro Lima 50 000 $ +H – Terre battue – Tableaux                       | Cristian Garín                         | Pedro Sousa                            | 6-4, 6-4          |
| 22 octobre  | Lima Challenger Copa Claro Lima 50 000 $ +H – Terre battue – Tableaux                       | Guido Andreozzi Guillermo Durán        | Ariel Behar Gonzalo Escobar            | 2-6, 7-65, [10-5] |
| 29 octobre  | Shenzhen Longhua Open Shenzhen 75 000 $ +H – Dur – Tableaux                                 | Miomir Kecmanović                      | Blaž Kavčič                            | 6-2, 2-6, 6-3     |
| 29 octobre  | Shenzhen Longhua Open Shenzhen 75 000 $ +H – Dur – Tableaux                                 | Hsieh Cheng-peng Christopher Rungkat   | Sriram Balaji Jeevan Nedunchezhiyan    | 6-4, 6-2          |
| 29 octobre  | Apis Canberra International Canberra 75 000 $ – Dur – Tableaux                              | Jordan Thompson                        | Nicola Kuhn                            | 6-1, 5-7, 6-4     |
| 29 octobre  | Apis Canberra International Canberra 75 000 $ – Dur – Tableaux                              | Evan Hoyt Wu Tung-lin                  | Jeremy Beale Thomas Fancutt            | 7-65, 5-7, [10-8] |
| 29 octobre  | Charlottesville Men's Pro Challenger Charlottesville 75 000 $ – Dur (int.) – Tableaux       | Tommy Paul                             | Peter Polansky                         | 6-2, 6-2          |
| 29 octobre  | Charlottesville Men's Pro Challenger Charlottesville 75 000 $ – Dur (int.) – Tableaux       | Harri Heliövaara Henri Laaksonen       | Toshihide Matsui Frederik Nielsen      | 6-3, 6-4          |
| 29 octobre  | Bauer Watertechnology Cup Eckental 43 000 € +H – Moquette (int.) – Tableaux                 | Antoine Hoang                          | Ruben Bemelmans                        | 7-5, 6-3          |
| 29 octobre  | Bauer Watertechnology Cup Eckental 43 000 € +H – Moquette (int.) – Tableaux                 | Kevin Krawietz Andreas Mies            | Hugo Nys Jonny O'Mara                  | 6-1, 6-4          |
| 29 octobre  | Challenger Ciudad de Guayaquil Guayaquil 50 000 $ +H – Terre battue – Tableaux              | Guido Andreozzi                        | Pedro Sousa                            | 7-5, 1-6, 6-4     |
| 29 octobre  | Challenger Ciudad de Guayaquil Guayaquil 50 000 $ +H – Terre battue – Tableaux              | Guillermo Durán Roberto Quiroz         | Thiago Monteiro Fabrício Neis          | 6-3, 6-2          |

### Novembre
| Date        | Tournoi                                                                                              | Vainqueurs                                 | Finalistes                            | Score              |
| ----------- | --- | ------------------------------------------ | ------------------------------------- | ------------------ |
| 5 novembre  | Peugeot Slovak Open Bratislava 106 000 € +H – Dur (int.) – Tableaux                                  | Alexander Bublik                           | Lukáš Rosol                           | 6-4, 6-4           |
| 5 novembre  | Peugeot Slovak Open Bratislava 106 000 € +H – Dur (int.) – Tableaux                                  | Denys Molchanov Igor Zelenay               | Ramkumar Ramanathan Andrei Vasilevski | 6-2, 3-6, [11-9]   |
| 5 novembre  | Internationaux de tennis de Vendée Mouilleron-le-Captif 85 000 € +H – Dur (int.) – Tableaux          | Elias Ymer                                 | Yannick Maden                         | 6-3, 7-65          |
| 5 novembre  | Internationaux de tennis de Vendée Mouilleron-le-Captif 85 000 € +H – Dur (int.) – Tableaux          | Sander Gillé Joran Vliegen                 | Romain Arneodo Quentin Halys          | 6-3, 4-6, [10-2]   |
| 5 novembre  | Uruguay Open Montevideo 75 000 $ +H – Terre battue – Tableaux                                        | Guido Pella                                | Carlos Berlocq                        | 6-3, 3-6, 6-1      |
| 5 novembre  | Uruguay Open Montevideo 75 000 $ +H – Terre battue – Tableaux                                        | Guido Andreozzi Guillermo Durán            | Facundo Bagnis Andrés Molteni         | 7-65, 6-4          |
| 5 novembre  | Knoxville Challenger Knoxville 75 000 $ – Dur (int.) – Tableaux                                      | Reilly Opelka                              | Bjorn Fratangelo                      | 7-5, 4-6, 7-62     |
| 5 novembre  | Knoxville Challenger Knoxville 75 000 $ – Dur (int.) – Tableaux                                      | Toshihide Matsui Frederik Nielsen          | Hunter Reese Tennys Sandgren          | 7-66, 7-5          |
| 12 novembre | Bengaluru Tennis Open Bangalore 150 000 $ +H – Dur – Tableaux                                        | Prajnesh Gunneswaran                       | Saketh Myneni                         | 6-2, 6-2           |
| 12 novembre | Bengaluru Tennis Open Bangalore 150 000 $ +H – Dur – Tableaux                                        | Max Purcell Luke Saville                   | Purav Raja Antonio Šančić             | 7-63, 6-3          |
| 12 novembre | Oracle Challenger Series Houston 150 000 $ +H – Dur – Tableaux                                       | Bradley Klahn                              | Roy Smith                             | 7-64, 7-64         |
| 12 novembre | Oracle Challenger Series Houston 150 000 $ +H – Dur – Tableaux                                       | Austin Krajicek Nicholas Monroe            | Marcelo Arévalo James Cerretani       | 4-6, 7-63, [10-5]  |
| 12 novembre | JSM Challenger of Champaign-Urbana Champaign 75 000 $ – Dur (int.) – Tableaux                        | Reilly Opelka                              | Ryan Shane                            | 7-66, 6-3          |
| 12 novembre | JSM Challenger of Champaign-Urbana Champaign 75 000 $ – Dur (int.) – Tableaux                        | Matt Reid John-Patrick Smith               | Hans Hach Verdugo Luis David Martínez | 6-4, 4-6, [10-8]   |
| 12 novembre | Challenger de Buenos Aires presentado por Mostaza Buenos Aires 50 000 $ +H – Terre battue – Tableaux | Pablo Andújar                              | Pedro Cachín                          | 6-3, 6-1           |
| 12 novembre | Challenger de Buenos Aires presentado por Mostaza Buenos Aires 50 000 $ +H – Terre battue – Tableaux | Guido Andreozzi Guillermo Durán            | Marcelo Demoliner Andrés Molteni      | 6-4, 4-6, [10-3]   |
| 12 novembre | Hyogo Noah Challenger Kobe 50 000 $ +H – Dur (int.) – Tableaux                                       | Tatsuma Ito                                | Yosuke Watanuki                       | 3-6, 7-5, 6-3      |
| 12 novembre | Hyogo Noah Challenger Kobe 50 000 $ +H – Dur (int.) – Tableaux                                       | Gonçalo Oliveira Akira Santillan           | Li Zhe Go Soeda                       | 2-6, 6-4, [12-10]  |
| 19 novembre | KPIT MSLTA Challenger Pune 50 000 $ +H – Dur – Tableaux                                              | Elias Ymer                                 | Prajnesh Gunneswaran                  | 6-2, 7-5           |
| 19 novembre | KPIT MSLTA Challenger Pune 50 000 $ +H – Dur – Tableaux                                              | Vijay Sundar Prashanth Ramkumar Ramanathan | Hsieh Cheng-peng Yang Tsung-hua       | 7-63, 65-7, [10-7] |
| 19 novembre | Andria e Castel del Monte Challenger Andria 43 000 € +H – Moquette (int.) – Tableaux                 | Ugo Humbert                                | Filippo Baldi                         | 6-4, 7-63          |
| 19 novembre | Andria e Castel del Monte Challenger Andria 43 000 € +H – Moquette (int.) – Tableaux                 | Karol Drzewiecki Szymon Walków             | Marc-Andrea Hüsler David Pel          | 7-610, 2-6, [11-9] |

## Statistiques
Dernière mise à jour : 25/11/2018

### En simple
| Joueur                | Nombre | Titres                                     |
| --------------------- | ------ | ------------------------------------------ |
| Guido Andreozzi       | 4      | Punta del Este, Tunis, Szczecin, Guayaquil |
| Pablo Andújar         | 3      | Alicante, Florence, Buenos Aires           |
| Hugo Dellien          | 3      | Sarasota, Savannah, Vicence                |
| Cristian Garín        | 3      | Campinas, Saint-Domingue, Lima             |
| Ugo Humbert           | 3      | Ségovie, Ortisei, Andria                   |
| Reilly Opelka         | 3      | Bordeaux, Knoxville, Champaign             |
| Jordan Thompson       | 3      | Chennai, Traralgon, Canberra               |
| Marcelo Arévalo       | 2      | San Luis Potosí, Guadalajara               |
| Félix Auger-Aliassime | 2      | Lyon, Tachkent                             |
| Marcel Granollers     | 2      | Bangkok I, Bangkok II                      |
| Prajnesh Gunneswaran  | 2      | Anning, Bangalore                          |
| Quentin Halys         | 2      | Quimper, Nanchang                          |
| Yannick Hanfmann      | 2      | Chimkent, Brunswick                        |
| Lloyd Harris          | 2      | Lexington, Stockton                        |
| Hubert Hurkacz        | 2      | Poznań, Brest                              |
| Denis Istomin         | 2      | Chicago, Almaty II                         |
| Bradley Klahn         | 2      | Gatineau, Houston                          |
| Thanasi Kokkinakis    | 2      | Aptos, Las Vegas                           |
| Jason Kubler          | 2      | Playford, Winnipeg                         |
| Paolo Lorenzi         | 2      | Sopot, Cordenons                           |
| John Millman          | 2      | Kyoto, Aix-en-Provence                     |
| Michael Mmoh          | 2      | Columbus, Tiburon                          |
| Jaume Munar           | 2      | Prostějov, Caltanissetta                   |
| Vasek Pospisil        | 2      | Rennes, Budapest                           |
| Gianluigi Quinzi      | 2      | Francavilla, Mestre                        |
| Noah Rubin            | 2      | Nouméa, Tallahassee                        |
| Pedro Sousa           | 2      | Braga, Pullach                             |
| Yasutaka Uchiyama     | 2      | Yokohama, Zhangjiagang                     |
| Elias Ymer            | 2      | Mouilleron-le-Captif, Pune                 |

| Nombre | Pays |
| ------ | --- |
| 17     | Australie, États-Unis |
| 14     | Italie |
| 13     | Espagne, France |
| 11     | Argentine |
| 6      | Allemagne, Japon |
| 5      | Canada, Slovaquie |
| 4      | Serbie |
| 3      | Bolivie, Chili, Inde, Pays-Bas |
| 2      | Afrique du Sud, Autriche, Belgique, Biélorussie, Kazakhstan, Ouzbékistan, Pologne, Portugal, République tchèque, Royaume-Uni, Salvador, Slovénie, Suède |
| 1      | Chine, Colombie, Croatie, Lituanie, Moldavie, Roumanie, Russie, Taipei chinois, Tunisie, Ukraine                                                        |

### En double
| Joueur                    | Nombre | Titres                                                                      |
| ------------------------- | ------ | --------------------------------------------------------------------------- |
| Sander Gillé              | 7      | Rennes, Prague, Liberec, Pullach, Ortisei, Brest, Mouilleron-le-Captif      |
| Gong Maoxin               | 7      | Nanchang, Recanati, Chengdu, Zhangjiagang, Shanghai, Ningbo, Liuzhou        |
| Kevin Krawietz            | 7      | Panama, Mexico, Rome, Almaty I, Gênes, Sibiu, Eckental                      |
| Joran Vliegen             | 7      | Rennes, Prague, Liberec, Pullach, Ortisei, Brest, Mouilleron-le-Captif      |
| Zhang Ze                  | 7      | Nanchang, Recanati, Chengdu, Zhangjiagang, Shanghai, Ningbo, Liuzhou        |
| Marcelo Arévalo           | 6      | San Francisco, San Luis Potosí, Guadalajara, Lisbonne, Monterrey, Las Vegas |
| Gerard Granollers         | 6      | Bangkok I, Burnie, Glasgow, Binghamton, Portorož, Séville                   |
| Denys Molchanov           | 6      | Zhuhai, Barletta, Tunis, Prostějov, Cordenons, Bratislava                   |
| Igor Zelenay              | 6      | Zhuhai, Barletta, Tunis, Prostějov, Cordenons, Bratislava                   |
| Luke Bambridge            | 5      | Savannah, Surbiton, Vancouver, Chicago, Orléans                             |
| Guillermo Durán           | 5      | Campinas, Lima, Guayaquil, Montevideo, Buenos Aires                         |
| Hsieh Cheng-peng          | 5      | Shenzhen I, Busan, Jinan, Kaohsiung, Shenzhen II                            |
| Andreas Mies              | 5      | Rome, Almaty I, Gênes, Sibiu, Eckental                                      |
| Frederik Nielsen          | 5      | Drummondville, Séoul, Loughborough, Nottingham, Knoxville                   |
| Guido Andreozzi           | 4      | Marbella, Lima, Montevideo, Buenos Aires                                    |
| Ariel Behar               | 4      | Punta del Este, Marbella, Vicence, Majorque                                 |
| Robert Galloway           | 4      | Tallahassee, Gatineau, Lexington, Calgary                                   |
| Rameez Junaid             | 4      | Shenzhen I, Heilbronn, Istanbul, Florence                                   |
| Austin Krajicek           | 4      | Indian Wells, Ilkley, Winnetka, Houston                                     |
| Roberto Maytín            | 4      | San Francisco, Cuernavaca, Lexington, Las Vegas                             |
| Jeevan Nedunchezhiyan     | 4      | Dallas, Ilkley, Winnetka, Monterrey                                         |
| Tim Pütz                  | 4      | Nouméa, Yokohama, Lille, Aix-en-Provence                                    |
| Miguel Ángel Reyes-Varela | 4      | San Luis Potosí, Guadalajara, Lisbonne, Saint-Domingue                      |
| Christopher Rungkat       | 4      | Dallas, Busan, Fairfield, Shenzhen II                                       |
| Neal Skupski              | 4      | Quimper, Le Gosier, Vancouver, Chicago                                      |
| David Vega Hernández      | 4      | Blois, Marbourg, Biella, Barcelone                                          |

| Nombre | Pays |
| ------ | --- |
| 18     | États-Unis |
| 17     | Australie |
| 15     | Espagne |
| 13     | Allemagne |
| 12     | Inde, Royaume-Uni |
| 8      | Belgique, Chine, Pays-Bas, Slovaquie, Ukraine                                                                                            |
| 7      | Argentine, Italie, Mexique, Taipei chinois                                                                                               |
| 6      | Salvador |
| 5      | Brésil, Croatie, Danemark |
| 4      | Autriche, Canada, France, Indonésie, Pologne, Uruguay, Venezuela                                                                         |
| 3      | Biélorussie, Monaco, Portugal, Suisse |
| 2      | Afrique du Sud, Bosnie-Herzégovine, Équateur, Finlande, Japon, République tchèque, Russie                                                |
| 1      | Barbade, Bolivie, Chili, Corée du Sud, Hongrie, Israël, Kazakhstan, Nouvelle-Zélande, Ouzbékistan, Philippines, Serbie, Suède, Thaïlande |